# Stave (België)
Stave is een plaats en deelgemeente van de Belgische gemeente Mettet. Stave ligt in Wallonië in de provincie Namen en was tot 1 januari 1977 een zelfstandige gemeente. 
De bron van de Molignée bevindt zich op het grondgebied van Stave.

## Demografische ontwikkeling
- Bronnen:NIS, Opm:1831 tot en met 1970=volkstellingen, 1976= inwoneraantal op 31 december

## Burgemeesters
Onder de burgemeesters van Stave zijn te vermelden:
- Nicolas de Thomaz (1774-1834)
- Justin-Charles de Labeville (1817-1894), senator